# Oxycercichthys veliferus
Oxycercichthys veliferus, thường được gọi là cá đạm bì vây buồm hay cá đạm bì đuôi dài, là loài cá biển duy nhất thuộc chi Oxycercichthys trong họ Cá đạm bì. Loài này được mô tả lần đầu tiên vào năm 1980.
Trong tiếng Hy Lạp, oxys nghĩa là "sắc bén", kerkos nghĩa là "đuôi", ichthys nghĩa là "cá". Điều này ám chỉ đến hình dạng vây đuôi đặc biệt của nó.

## Phân bố và môi trường sống
O. veliferus là loài đặc hữu của Úc, có mặt ở rạn san hô Great Barrier, bang Queensland và các rạn san hô ở Biển San Hô. O. veliferus thường sống xung quanh các rạn san hô ở những khu vực đáy cát và đá ngầm ở độ sâu khoảng 12 – 50 m, nhưng thường là 12 - 35 m.

## Mô tả
O. veliferus trưởng thành dài khoảng 12 cm. Thân của O. veliferus có màu xám nhạt hoặc hơi vàng; đỉnh đầu và lưng có màu xanh hơi sẫm. Có đốm màu lam đậm ở phía trước vây lưng; phần sau vây lưng màu vàng nhạt. Vây đuôi có hình mũi giáo đặc thù. Cá mái và cá con có màu hồng nhạt.
Số ngạnh ở vây lưng: 2; Số vây tia mềm ở vây lưng: 25 - 26; Số ngạnh ở vây hậu môn: 3; Số vây tia mềm ở vây hậu môn: 16.
Thức ăn của O. veliferus có lẽ là rong tảo và các sinh vật phù du nhỏ. O. veliferus được đánh bắt để phục vụ cho ngành thương mại cá cảnh.